# Calliuncus labyrinthus
Calliuncus labyrinthus is een hooiwagen uit de familie Triaenonychidae. De wetenschappelijke naam van Calliuncus labyrinthus gaat terug op Hunt.